# Schwartziella minuta
Schwartziella minuta is een slakkensoort uit de familie van de Rissoidae. De wetenschappelijke naam van de soort is voor het eerst geldig gepubliceerd in 1874 door Nevill.